# ATP de Valência
O Valencia Open 500 ou ATP de Valência foi um torneio de tênis masculino que faz parte do ATP World Tour 500, realizado em piso rápido indoor. Até 2008 fazia parte do ATP International Series, realizado no Ciutat de les Arts i les Ciències, Valência, Espanha.

## Finais

### Simples
| Ano                                     | Campeão             | Vice-campeão          | Resultado       |
| --------------------------------------- | ------------------- | --------------------- | --------------- |
| 2015                                    | João Sousa          | Roberto Bautista Agut | 3–6, 6–3, 6–4   |
| 2014                                    | Andy Murray         | Tommy Robredo         | 3–6, 7–67, 7–68 |
| 2013                                    | Mikhail Youzhny     | David Ferrer          | 6–3, 7–5        |
| 2012                                    | David Ferrer        | Alexandr Dolgopolov   | 6–1, 3–6, 6–4   |
| 2011                                    | Marcel Granollers   | Juan Mónaco           | 6–2, 4–6, 7–63  |
| 2010                                    | David Ferrer        | Marcel Granollers     | 7–5, 6–3        |
| 2009                                    | Andy Murray         | Mikhail Youzhny       | 6–3, 6–2        |
| 2008                                    | David Ferrer        | Nicolas Almagro       | 4–6, 6–2, 7–62  |
| 2007                                    | Nicolas Almagro     | Potito Starace        | 4–6, 6–2, 6–1   |
| 2006                                    | Nicolas Almagro     | Gilles Simon          | 6–2, 6–3        |
| 2005                                    | Igor Andreev        | David Ferrer          | 3–6, 7–5, 6–3   |
| 2004                                    | Fernando Verdasco   | Albert Montañés       | 7–65, 6–3       |
| 2003                                    | Juan Carlos Ferrero | Christophe Rochus     | 6–2, 6–4        |
| Torneio não realizado entre 2002 e 1996 |                     |                       |                 |
| 1995                                    | Sjeng Schalken      | Gilbert Schaller      | 6–4, 6–2        |

### Duplas
| Ano                                     | Campeões                           | Vice-campeões                   | Resultado           |
| --------------------------------------- | ---------------------------------- | ------------------------------- | ------------------- |
| 2015                                    | Eric Butorac Scott Lipsky          | Feliciano López Max Mirnyi      | 7–64 , 6–3          |
| 2014                                    | Jean-Julien Rojer Horia Tecău      | Kevin Anderson Jérémy Chardy    | 6–4, 6–2            |
| 2013                                    | Alexander Peya Bruno Soares        | Bob Bryan Mike Bryan            | 7–63, 16–7, [13–11] |
| 2012                                    | Alexander Peya Bruno Soares        | David Marrero Fernando Verdasco | 6–3, 6–2            |
| 2011                                    | Bob Bryan Mike Bryan               | Eric Butorac Jean-Julien Rojer  | 6–4, 7–69           |
| 2010                                    | Andy Murray Jamie Murray           | Mahesh Bhupathi Max Mirnyi      | 7–68, 5–7, [10–7]   |
| 2009                                    | František Čermák Michal Mertiňák   | Marcel Granollers Tommy Robredo | 6–4, 6–3            |
| 2008                                    | Máximo González Juan Mónaco        | Travis Parrott Filip Polášek    | 7–5, 7–5            |
| 2007                                    | Wesley Moodie Todd Perry           | Yves Allegro Sebastián Prieto   | 7–5, 7–5            |
| 2006                                    | David Škoch Tomáš Zib              | Lukáš Dlouhý Pavel Vízner       | 6–4, 6–3            |
| 2005                                    | Fernando González Martín Rodríguez | Lucas Arnold Ker Mariano Hood   | 6–4, 6–4            |
| 2004                                    | Gastón Etlis Martín Rodríguez      | Feliciano López Marc López      | 7–5, 7–65           |
| 2003                                    | Lucas Arnold Ker Mariano Hood      | Brian MacPhie Nenad Zimonjić    | 6–1, 76–7, 6–4      |
| Torneio não realizado entre 2002 e 1996 |                                    |                                 |                     |
| 1995                                    | Tomas Carbonell Francisco Roig     | Tom Kempers Jack Waite          | 7–5, 6–3            |